# Johann Heinrich Boeckler

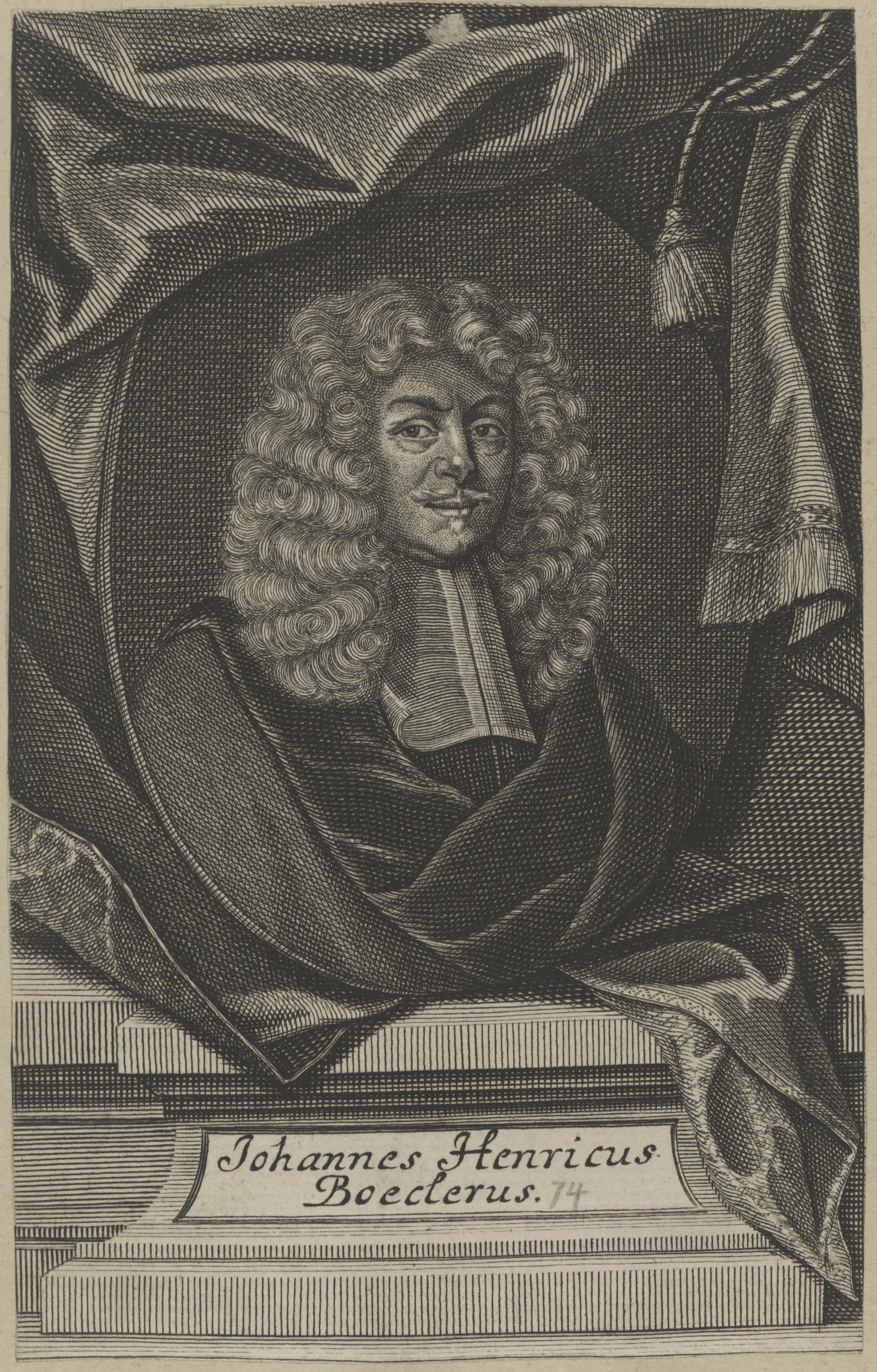
Johann Heinrich Boeckler

Johann Heinrich Boeckler (beziehungsweise latinisiert Johannes Boeclerus und in Mischformen sowie unter dem Pseudonym Petrus Nasturtius) (* 13. Dezember 1611 in Cronheim; † 12. September 1672 in Straßburg) war ein deutscher Universalgelehrter.

## Leben
Johann Heinrich Boeckler war der Sohn von Johann Boeckler, des letzten evangelischen Pfarrers von Cronheim, und dessen Frau Magda, der Tochter des Gymnasialrektors in Feuchtwangen, Hartmann Summer. 1638 heiratete er Susanna Schallesius (ca. 1621–1687), die Tochter des Straßburger Pfarrers Samuel Schallesius. Die Schwester seiner Frau, Elisabeth, war mit dem Gymnasialdirektor und Latinisten Johann Christoph Artopaeus verheiratet. Ein Sohn und zwei Töchter erreichten das Erwachsenenalter. Der Sohn Johann Boeckler war Professor für Medizin in Straßburg, die Tochter Anna Maria war mit seinem Schüler Ulrich Obrecht, Professor für Geschichte und Staatsrecht in Straßburg, die Tochter Christine mit Johannes Faust, Professor für Theologie in Straßburg, verheiratet. Auch Enkel und Urenkel erreichten Straßburger Professuren.

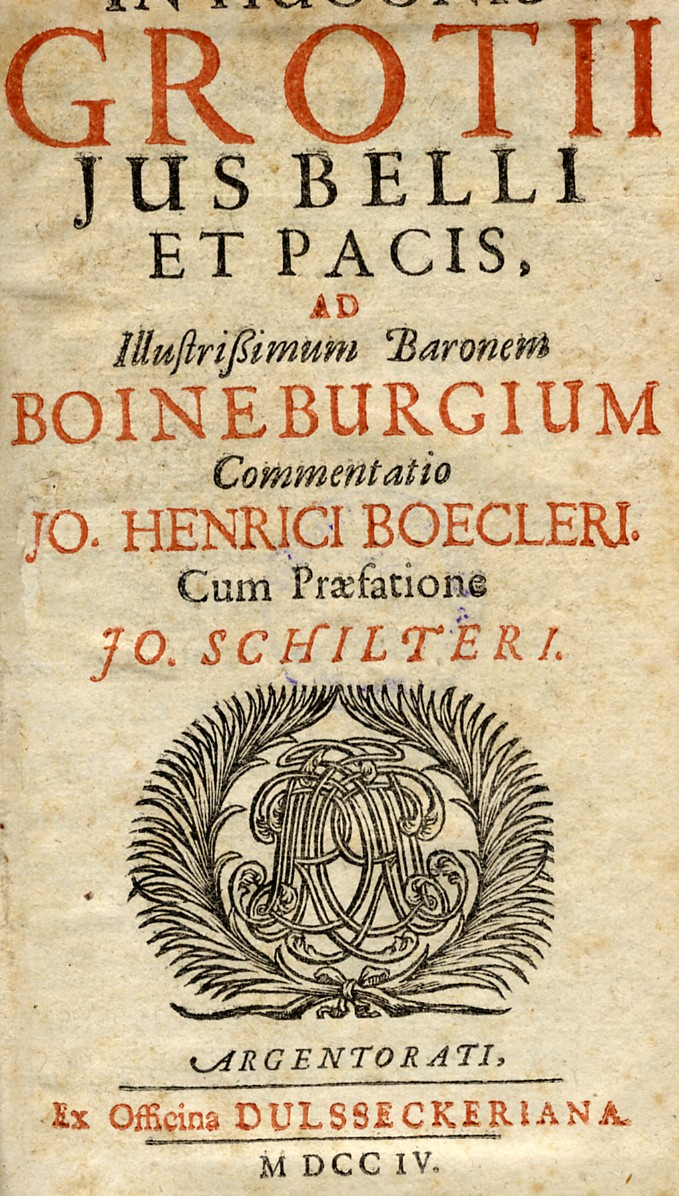
Titelblatt zu De iure belli et pacis.

Boeckler besuchte die Fürstenschule Heilsbronn und studierte anschließend an der Universität Altdorf, später in Tübingen und Straßburg. Seine akademischen Lehrer waren vorrangig der Theologe Johann Schmidt und der Historiker Matthias Bernegger. Nach dem Studium fand er seinen Lebensmittelpunkt in Straßburg. Zunächst war er Lehrer am dortigen Gymnasium, seit 1637 Professor für Rhetorik und ab 1640 in Nachfolge seines Lehrers Matthias Bernegger Ordinarius für Geschichte. Mit der Professur war auch ein Kanonikat an der Thomaskirche verbunden. Die Zeit in Straßburg wurde nach dem Dreißigjährigen Krieg durch einige Jahre in Schweden unterbrochen. Zunächst lehrte er nach Berufung durch Königin Christina ab 1649 an der Universität Uppsala als Professor der Beredsamkeit auch Staatswissenschaften und Politik, 1650 wurde er schwedischer Staatshistoriker in Stockholm und bezog einen Ehrensold. Aufgrund von Konflikten sowohl in Uppsala als auch am Hof kehrte Boeckler trotz der guten Stellung 1652 wieder nach Straßburg zurück und besetzte seinen alten Lehrstuhl. Als Schwedenfreund vertrat er die Auffassung, dass Schweden die deutsche wie auch die protestantische Freiheit gerettet hatte. In Straßburg galt er nach seiner Rückkehr als wichtigster und beliebtester Lehrer der Universität über zwei Jahrzehnte lang. 1662 ernannte ihn auf Vermittlung Johann Christians von Boyneburg der Mainzer Kurfürst Johann Philipp von Schönborn zum Rat. Kaiser Leopold I. ernannte Boeckler 1663 zum kaiserlichen Rat und zum Pfalzgrafen. Neben der Pension aus Schweden erhielt er auch eine, ebenfalls durch Boyneburg vermittelte, Pension vom französischen König Ludwig XIV.
Boeckler hatte zu seiner Zeit eine sehr große Wirkung auf den Wissenschaftsbetrieb, an protestantischen Universitäten wirkte er noch weit bis ins 18. Jahrhundert hinein sehr stark. Er stand mit vielen anderen Gelehrten aber auch Politikern im Briefkontakt, hierzu gehörten beispielsweise Gottfried Wilhelm Leibniz, Hermann Conring, Georg Kaspar Kirchmaier, Johann Georg Styrzel sowie Johann Christian von Boyneburg, der ihm auch politisch nahestand. Auch als akademischer Lehrer entfaltete er eine rege und erfolgreiche Tätigkeit. Zu seinen Schülern gehörten Philipp Jacob Spener, Veit Ludwig von Seckendorff, Jacob Henning, Johannes Scheffer, Johann Benedict Carpzov II. und Georg Engelbrecht der Ältere. Seine größte Bedeutung hat er als Historiker für Universal- und Reichsgeschichte. Hier orientierte er sich in humanistischer Tradition an der antiken Literatur, insbesondere an der universalhistorischen Sicht des Tacitus. Daneben bezog er auch in der Tradition Niccolò Machiavellis die zeitgenössischen Probleme der Fürstenstaaten ein. 1636 hielt er in diesem Zusammenhang auch die bedeutende akademische Rede Oratio de C. C. Tacito, einen Kommentar zu den Historien des Tacitus, später auch die 1642 gedruckte Rede Oratio de Vellei Historia. Er beschäftigte sich intensiv mit der politischen Exegese der Werke des Velleius Paterculus und des Sueton. Boeckler steuerte zur Forschung bedeutende Beiträge zu Staatstheorie bei. Er gab verschiedene antike Autoren heraus und kommentierte De iure belli et pacis von Hugo Grotius. Politisch-publizistisch äußerte er sich etwa zum Pfälzischen Wildfangstreit in den Jahren 1662/1663, griff aber auch in die Auseinandersetzung um die Positionen des Bogislaw Philipp von Chemnitz ein. Lange Zeit galt seine Schrift zum schwedisch-dänischen Krieg von 1643 bis 1645 als wichtigstes historisches Werk. Für diese Arbeit stellte ihm vor allem die schwedische Königin Christine Material zur Verfügung. Die Endfassung des Werkes besorgten seine Söhne und sein Schwiegersohn Ulrich Obrecht. Kurfürst Johann Philipp von Schönborn setzte Boeckler bei seinem Streit mit der Stadt Erfurt ein, in einer weiteren Abhandlung tritt er für die Rechtsansprüche des deutschen Reichs auf Livland ein.
Bislang fehlt eine umfassende Untersuchung von Boecklers Werken.

## Schriften (Auswahl)
- Orationes duae. I. de C. Taciti Historia, II. de Tiberii Caesaris principatu. Straßburg 1636
- Historia schola principum. 1640
- In C. Corn. Taciti quinque libros histor. annotatio politica. Straßburg 1648
- Disseratio De Notitia Reipublicae, Ad C: Corn. Taciti lib. IV, 33. Uppsala 1649. (Digitalisat in der Digitalen Bibliothek Mecklenburg-Vorpommern)
- Nomima tōn Aigyptiōn, sive leges Aegyptiorum., 1657
- Iosephus Philonis, sive bios politiku, vita viri civilis., 1660
- In Hugonis Grotii Ius Belli Et Pacis, Ad Illustrißimum Baronem Boineburgium Commentatio Jo. Henrici Boecleri. Straßburg 1663/1664
- Elogium Christophori Forstneri. 1669
- Collegium politicae posthumum. Oder polit. Discourse von 1. Verbesserung Land und Leuth, 2. Anrichtung guter Policey, 3. Erledigung grosser Ausgaaben, und 4. eines jeden Regenten jährlichen Gefäll und Einkommen. Anno (editori Magisteriali) 1669. zu Strassburg von dem weitberühmten JCto, und der Rechten Professore, Hn. J. Heinr. Böcklern, nun aber zu geminem Besten publicè andas Liecht gebracht, und zum Druck befördert. o. O., o. J. [wohl Straßburg 1670]
- Bibliographia historico-politico-philologica curiosa. Leipzig 1677
- Joh. Henrici Boecleri kurtze Anweisung, wie man die Authores classicos bey und mit der Jugend tractiren soll. So auch desselben dissertatio epistolica postrema de Studio politico bene instituendo. Straßburg 1680
- Institutiones politicae. 1704
- Joh. Heinrici Boecleri Viri Celeberrimi Libellus Memorialis Ethicus, 1712
- Theses Juridicae de testamentis solemnibus et minus solemnibus. 1720